# Borough della Penisola di Kenai
Il borough della Penisola di Kenai, in inglese Kenai Peninsula Borough, è un borough dello stato dell'Alaska, negli Stati Uniti. La popolazione al censimento del 2000 era di 49.691 abitanti. Il capoluogo è Soldotna.

## Geografia fisica
Il borough si trova nella parte meridionale dello stato. Lo United States Census Bureau certifica che la sua estensione è di 41.473 km², di cui 22.639 km² coperti da acque interne.

### Suddivisioni confinanti
- Census Area di Bethel - nord-ovest
- Borough di Matanuska-Susitna - nord
- Anchorage - nord
- Census Area di Valdez-Cordova - est
- Borough di Lake and Peninsula - ovest
- Borough di Kodiak Island - sud

## Centri abitati
Nel Borough della Penisola di Kenai vi sono 6 comuni (city) e 31 census-designated place.

### Comuni
- Homer
- Kachemak
- Kenai
- Seldovia
- Seward
- Soldotna

### Census-designated place
| - Anchor Point - Bear Creek - Beluga - Clam Gulch - Cohoe - Cooper Landing - Crown Point - Diamond Ridge - Fox River - Fritz Creek - Funny River - Halibut Cove - Happy Valley - Hope - Kalifornsky - Kasilof | - Lowell Point - Miller Landing - Moose Pass - Nanwalek - Nikiski - Nikolaevsk - Ninilchik - Port Graham - Primrose - Ridgeway - Salamatof - Seldovia Village - Sterling - Sunrise - Tyonek |